# Busta Jana Amose Komenského (Vladislav Gajda)
Busta Jana Amose Komenského se nachází v exteriéru v parčíku před Základní školou Ostrava-Poruba, Komenského v Ostravě-Porubě v Moravskoslezském kraji. Autorem díla je akademický sochař Vladislav Gajda (1925-2010).

## Další informace
Busta, která znázorňuje Jana Amose Komenského, je umístěna v zeleni parku na štíhlém a vyšším podstavci. Busta vzhlíží směrem k Základní škole Ostrava-Poruba, Komenského.
Busta z umělého kamene vznikla v letech 1956 až 1958 nebo 1960. Restaurování sochy proběhlo v letech 1992 a 2012. Zajímavostí je, že v Ostravě jsou ještě další tři Gajdovy busty Komenského vytvořené z umělého kamene, bronzu a laminátu.

## Galerie

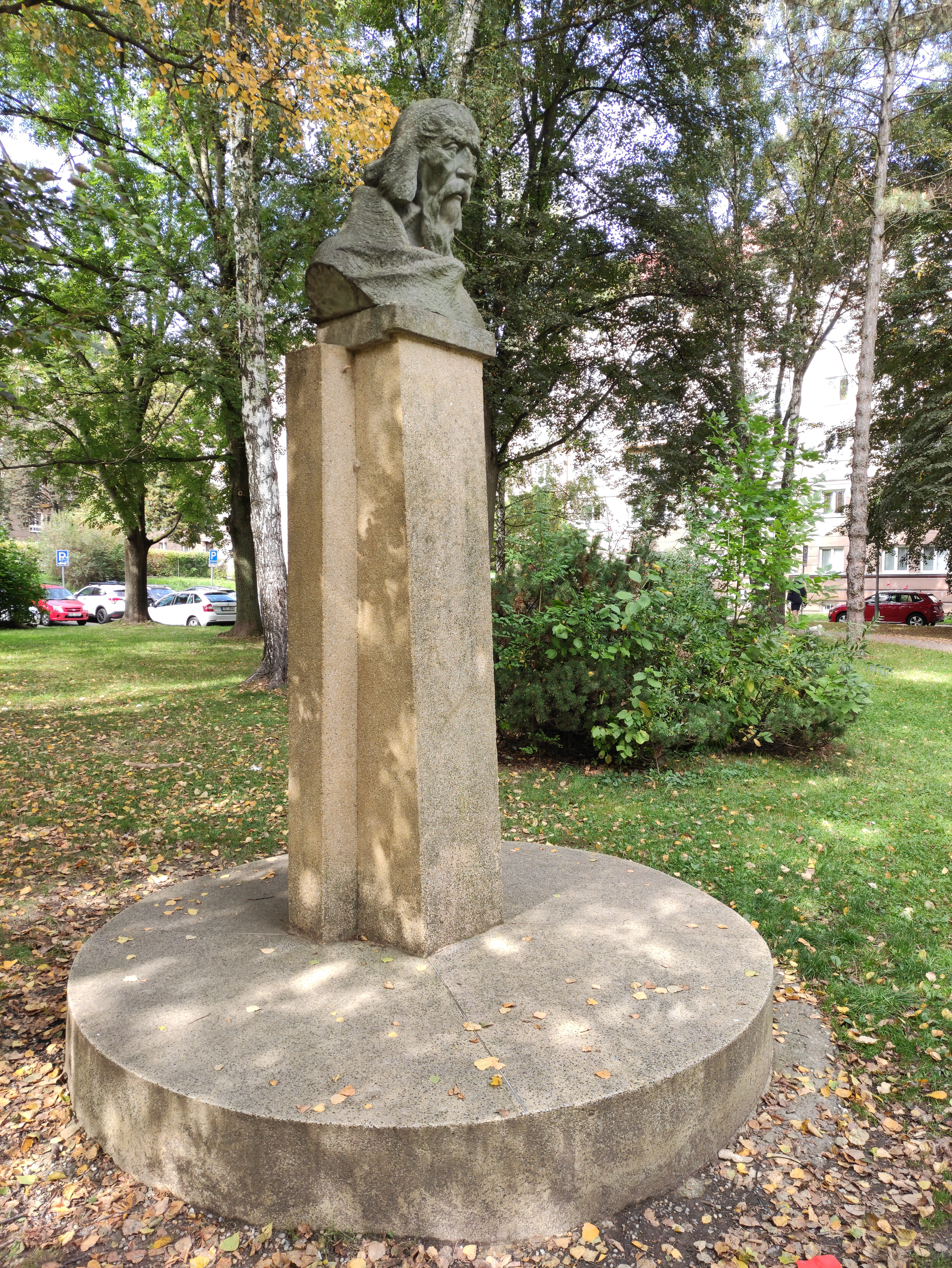
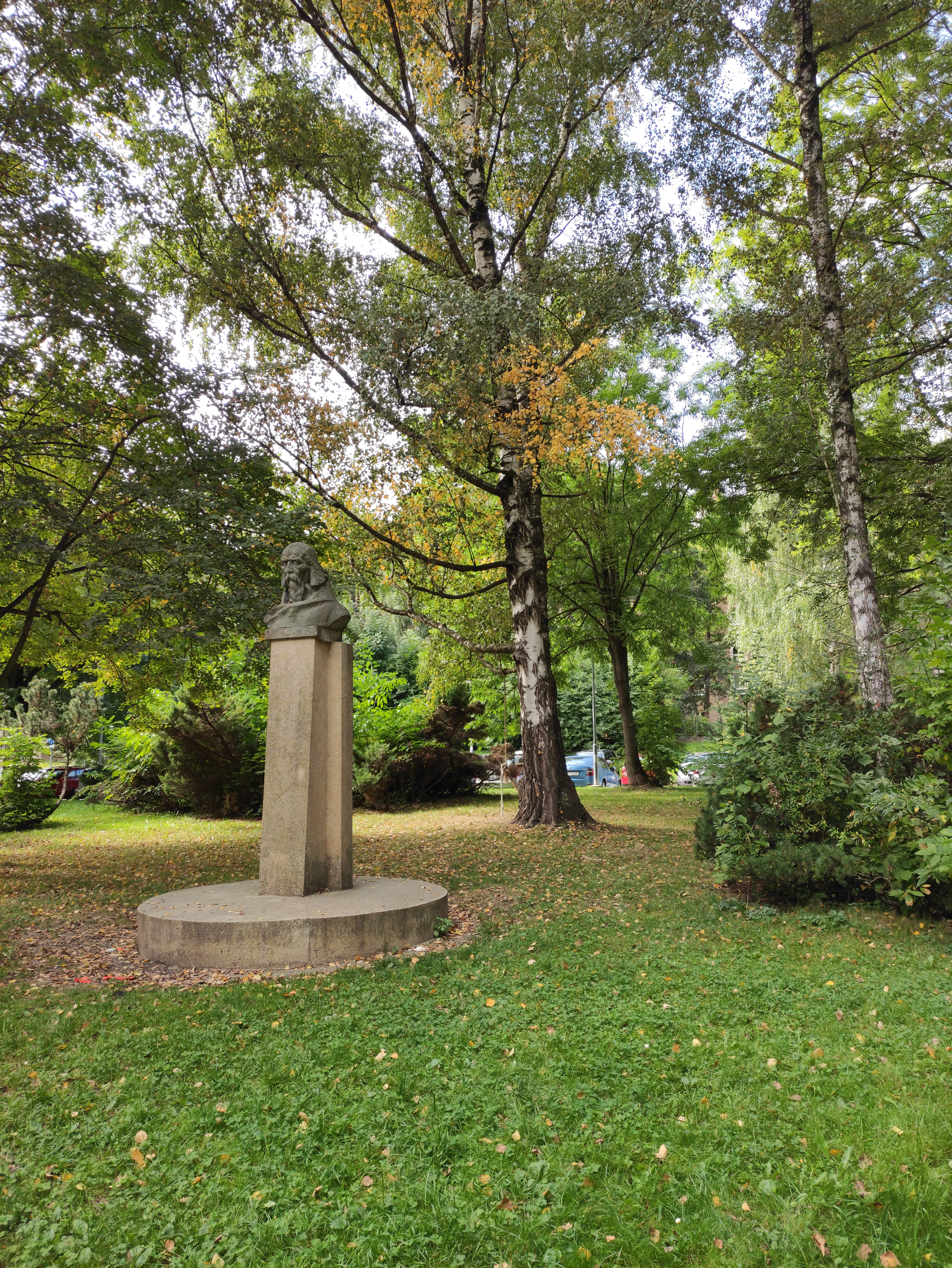